# 강자성
강자성(強磁性, 영어: ferromagnetism)이란 외부 자기장이 없는 상태에서도 자화되는 물질의 자기적 성질을 말한다. 
물리학에서는 자성을 여러 가지 종류로 분류한다. 그 중에서도 강자성은 가장 세기가 센 종류이다. 강자성을 띤 물체는 유일하게 느낄 수 있을 정도로 강한 힘을 만들 수 있다. 상자성 또는 반자성을 띠는 다른 물질의 경우 자기장에 의해 반응을 하긴 하지만, 그 힘은 매우 약하여 민감한 실험 장비에 의해서만 측정될 수 있을 정도이다. 강자성은 물질 내의 전자들의 스핀과 궤도 각운동량에 따른 자기모멘트가 서로 영향을 미치는 상호작용에서 기인한다. 따라서 강자성을 띤 물체라도 그 물질의 퀴리온도에 다다르게 되면 강자성이 사라지게 된다. 또한 강자성 물질임에도 불구하고 자성이 겉으로 나타나지 않는 경우도 있는데, 이는 내부에 자기 구역이 생겨서 각각의 구역은 강자성을 띠지만 구역마다 자기모멘트가 서로 다른 방향으로 정렬되어서 전체적으로 상쇄되기 때문이다.
강자성을 띤 물체가 일상 생활에서 사용되는 예로는 메모 등을 붙이는 데 이용되는 냉장고의 자석이 있다. 이는 자석과 강자성체 사이의 인력을 이용한 것이다.
단원자 강자성체로는 철, 니켈, 코발트 등이 있으며, 산화철·산화크롬·페라이트 등 금속 산화물도 강자성을 지닐 수 있다. 주로 합금 상태의 강자성이 영구자석으로 사용된다.

## 강자성의 역사 및준강자성과의 차이
역사적으로, '강자성'이라는 용어는 외부 자기장이 없을 때 자발적인 자화가 나타나는 물질을 통칭하는 데 사용되며 여전히 이러한 정의는 일반적으로 사용되고 있다. 그러나 최근, 물질의 기본 셀(primitive cell)마다 하나 초과의 자성 이온이 있을 때 다른 종류의 자발적인 자화가 발생한다는 것이 밝혀졌고, 이것이 준강자성과 구별되는 더 엄격한 '강자성'의 정의를 기인하였다. 특히, 좁은 의미에서 강자성 물질은 모든 자성 이온이 알짜 자화에 양의 효과를 할 때를 의미한다. 만약 자성 이온의 일부가 알짜 자화에 음의 효과를 준다면(즉 자화 방향에 부분적으로 반대로 정렬될 때), 그 물질은 준강자성이라고 부른다. 만약 자기장에 대하여 같은 방향으로 정렬된 이온과 반대 방향으로 정렬된 이온의 모멘트가 완전히 균형을 이루어 알짜 자화를 0으로 만든다면 그 물질은 반강자성체이다. 이 물질들은 자기장에 의해 자석이온이 정렬하는 현상은 오직 특정 온도 아래의 온도에서만 일어나는데 이 온도를 퀴리 온도(강자성과 준강자성의 경우) 또는 네엘온도(반강자성의 경우)이라고 한다. 스톨레토프 곡선(Stoletov curve)라고 알려진 강자성체의 자기 투자율을 측정한 Aleksandr Stoletov의 연구가 강자성 분야의 선구적인 연구이다.

## 강자성체
| 물질      | 퀴리 온도. (K) |
| --------- | -------------- |
| Co        | 1388           |
| Fe        | 1043           |
| Fe2O3*    | 948            |
| FeOFe2O3* | 858            |
| NiOFe2O3* | 858            |
| CuOFe2O3* | 728            |
| MgOFe2O3* | 713            |
| MnBi      | 630            |
| Ni        | 627            |
| MnSb      | 587            |
| MnOFe2O3* | 573            |
| Y3Fe5O12* | 560            |
| CrO2      | 386            |
| MnAs      | 318            |
| Gd        | 292            |
| Dy        | 88             |
| EuO       | 69             |

오른쪽 표는 강자성과 준강자성체 혼합물과 퀴리 온도를 정리해 놓은 것이다. 퀴리 온도는 자발적인 자화 현상이 일어나지 않는 임계 온도로, 퀴리 온도보다 높은 온도에서는 자발적인 자화를 보이지 않는다. 강자성은 화학적 물질 구성의 특성임과 동시에 결정형 구조와 미시적인 구성의 특성이기도 하다. 강자성 금속 합금에는 Heusler 합금이라고 하는 합금을 구성하는 금속 성분 자체는 강자성을 띄지 않는 경우가 있다. 반대로, 스테인리스강 같은 종류의 합금의 경우 구성하는 금속들은 강자성을 띄지만 합금은 자성을 띄지 않는 비자성 합금이 있다. 한편 액체 상태의 강자성 합금을 아주 빠르게 냉각시킴으로써 비결정성 강자성 금속 합금을 만들 수 있다. 이러한 비결정성 강자성 금속 합금은 거의 등방적인 성질(결정축으로 정렬되지 않은 상태)을 가진다는 장점이 있는데 보자력과 히스테리시스 손실이 낮고, 투자율과 비저항이 높다는 성질을 가진다. 비결정질 강자성 합금은 주로 전이 금속과 준금속의 합금으로 약 80%의 전이 금속(일반적으로 철, 코발트, 니켈)과 녹는점을 낮추는 준금속 구성요소(붕소, 탄소, 규소, 인, 알루미늄)으로 구성된다. 희토류 자석은 최근에서야 밝혀진 새로운 자성의 종류로, 이들은 예외적으로 강한 강자성을 띄며 일반적인 강자성보다도 훨씬 센 자성을 가진다. 란탄족 원소들이 이 분류에 포함되는데, 란탄족 원소들은 국부화된 f-오비탈에서 큰 자기 쌍극자 모멘트를 가지는 것으로 알려져 있다.

### 악티나이드의 강자성
수많은 악티노이드 화합물은 상온이나 퀴리 온도 이하의 온도에서 강자성체가 된다. PuP는 상자기성을 띄는 악티나이드pnictide로, 상온에서 입방정계를 가진다. 그러나 퀴리 온도(이 물질의 경우 Tc = 125 K의 온도) 이하로 냉각되면, 격자 구조에 뒤틀림이 발생하여 육방정계로 왜곡된다. PuP는 자화용이축이 <100>이다. 따라서 5  K 에서는 다음과 같은 식을 만족한다.

{\displaystyle {\frac {c}{a}}-1=-(31\pm 1)\times 10^{-4}}
이 격자구조의 변형은 자기 구역에서 자기 쌍극자 모멘트가 평행하게 정렬되면서 자기모멘트들 간의 자기 탄성의 상호 작용이 발생하기 때문에 유도되는 것으로 추측된다. NpFe2의 경우 자화용이축은 <111>이다. 위의 TC ~500 K까지 NpFe2는 또한 상자성과 입정방계 구조를 가진다. 퀴리 온도보다 낮게 냉각하면 능면정계 구조로 왜곡되는데, 이 능면체에서의 축 사이의 각은 60°에서 60.53°의 각을 갖게 된다. 이 왜곡을 다른 방법으로 설명하기 위해 특정한 삼각형의 축을 따라 길이 c를 잡고 c에 수직한 평면에 같은 거리로 a를 잡음으로서 설명 할 수 있다. 입정방 단계에서는 {\displaystyle \scriptstyle {\frac {c}{a}}} = 1.00 로 감소 된다. 퀴리 온도 이하에서는 다음과 같이 왜곡 되는데 이는 모든 악티나이드 화합물에서 가장 큰 변화를 가진다.
{\displaystyle {\frac {c}{a}}-1=-(120\pm 5)\times 10^{-4}}
NpNi2는 비슷한 구조 변형을 갖는데, TC =32  K 아래에서 (43 ± 5) × 10−4만큼의 변형을 하게 된다. NpCo2는 15 K 아래에서 준강자성을 갖는다.

### 리튬 가스
2009년에 MIT의 연구진들은 1 켈빈보다 낮은 온도에서 리튬 기체가 강자성을 보인다는 것을 발표하였다. 연구진들은 리튬-6의 페르미 입자를 적외선 레이저 냉각법을 이용하여 1500억의 1 켈빈보다 낮은 온도로 냉각시켰다. 이 연구는 기체도 강자기성을 나타낼 수 있음을 입증한 첫 연구이다.

### 강자성체의 용도
고체상태에서는 자석으로 주로 전동기에 사용된다. 분체(粉體) 상태의 자기성분을 테이프 위에 도포한 하여 음성이나 이미지 신호의 자기 기록에 이용된다. 그리고 아세테이트 필름의 원판에 도포, 딱딱한 재료의 원판위에 자기성분을 도포한 것은 컴퓨터의 플로피 디스크 장치나 하드 디스크 장치용으로서 데이터 보관에 이용된다.

## 강자성에 대한 설명
보어-판레이우언 정리에 따르면 자성은 고전 물리학으로는 설명할 수 없다. 즉, 양자역학을 배제한다면 반자성, 상자성, 강자성을 설명하는 것은 불가능하다. 강자성은 양자역학에서 등장하는 두 가지 효과의 직접적인 영향을 받아 발생되는데, 이 두 가지 효과가 바로 스핀과 파울리 배타 원리이다.

### 자기의 유래
전자의 스핀은 자기 모멘트로 나타나고, 이것이 전자 주위에 작은 자기장을 형성시킨다. 고전적으로 전자는 전하를 가진 공이 자전하고 있는 형태로 시각화할 수 있지만, 스핀은 양자역학 고유의 성질이므로 전자가 별개의 위/아래(up/down) 상태로 양자화된다는 사실 등처럼 고전적인 모형과는 차이가 있다. 고전적으로 전자는 원자핵 주위를 원운동하기 때문에 전자의 원자핵에 대한 오비탈 각 운동량 역시 강자성의 원인이 된다. 하지만 실제로 오비탈 각운동량이 강자기성에 기여하는 정도는 미미하며, 주된 원인은 원자 안의 전자의 스핀이다. 이렇게 형성된 원자 단위의 작은 자기 쌍극자들이 같은 방향으로 정렬할 때 작은 자기장들이 합쳐지면서 측정할 수 있을 정도의 거시적인 장을 만든다.
하지만 전자껍질에 전자가 모두 채워진 물질의 경우, 전자들이 위와 아래 스핀의 쌍으로 채워져 있으므로 전자의 쌍극자 모멘트의 합이 0이 된다. 쌍을 이루지 못한 전자(홀전자)가 있어 전자껍질이 가득 차지 않은 원자에 대해서만 알짜 자기 모멘트를 가지므로 강자성은 홀전자를 가진 원자(혹은 이로 이루어진 물질)에 대해서만 일어난다. 훈트의 법칙에 의하면 오비탈에 전자가 채워질 때는 가능한 홀전자가 많도록 하기 위해 같은 방향의 스핀(평행한 스핀)이 많도록 우선적으로 채워진다. 이런 규칙으로 인해 물질의 총 자기 모멘트는 증가하는 방향으로 나타나게 된다.
이러한 쌍을 이루지 못한 쌍극자들은(간단히 '스핀'이라고 할 수도 있는데, 각운동량에 의한 효과가 미미하기 때문이다.) 외부 자기장에 평행하게 정렬하려는 경향을 가지는데, 이러한 효과를 상자성이라고 한다. 강자성 물체의 경우 상자기성 물체의 이와 같은 성질을 공유하지만, 외부 자기장이 사라진 상태에서도 쌍극자들이 자발적인 자화 현상을 일으킨다는 점에서 상자기성 물체와 구분된다.

### 상호 교환 작용
고전 전자기학에 따르면, 두 개의 인접한 자기 쌍극자들은 "쌍극자 상호작용"에 의해 서로 반대 방향으로 정렬하려는 경향을 가지므로 쌍극자들에 의한 자기장은 상쇄되어 버린다. 하지만 이 효과는 아주 미미한 편인데, 각각의 전자의 스핀에 의해 만들어지는 자기장은 작고, 자기장에 의한 정렬은 열 요동(Thermal fluctuation)에 의해 쌍극자 상호작용으로 인한 정렬 상태가 쉽게 흐트러지기 때문이다. 스핀들 사이에서의 더 강한 상호작용(힘)은 교환 상호작용이라는 양자 역학적인 효과에 의해 발생된다. 교환 상호작용에 의하면 두 입자의 스핀 방향이 평행한지 반대인지에 따라 고전적인 예측보다 훨씬 강하게 서로 잡아 당기거나 밀쳐내게 되는데, 짧은 거리에서 교환 상호작용은 쌍극자 상호작용보다 훨씬 강하다. 그 결과 강자성 물질에서 전자의 이웃한 스핀들은 같은 방향으로 정렬할 수 있는 것이다.
교환 상호작용은 파울리 배타 원리와 관련되어 있는데, 파울리 배타 원리에 따르면 스핀이 같은 전자는 동시에 같은 "위치"에 존재할 수 없다. 따라서 쌍을 이루지 않은 최외각 전자의 오비탈이 인접한 원자와 포개어지면, 공간에서 그 전하 분포는 전자들이 반대 방향의 스핀을 이루는 것보다 같은 방향의 스핀을 이룰 때 더 넓게 떨어지게 된다. 스핀이 같은 방향을 이룰 때 전자들의 정전기적인 에너지가 낮아지기 때문에 전자들의 스핀이 같은 방향일 때가 반대 방향일 때에 비해 더 안정하다. 간단히 말해서, 전자들이 평행한 스핀을 가질 경우 더 멀리 떨어지기 때문에 안정해지는 것이고 그래서 전자들의 스핀이 같은 방향으로 정렬하려고 하는 것이다. 여기서 발생하는 에너지 차이를 교환 에너지라고 한다.
자기적 교환 상호작용이 쌍극자 상호작용보다 훨씬 강한 물질을 일러 통칭 "자성 재료"라고 한다. 예를 들어 철의 교환 상호 작용은 쌍극자 상호작용에 비해 1000배 강하다. 그러므로 퀴리 온도 아래의 온도에서 거의 모든 강자성 물질 속의 쌍극자들은 정렬된 상태로 존재하게 된다. 교환 상호작용은 반강자성과 준강자성과 같은 다른 종류의 자발적 정렬의 원인이기도 하다. 물질의 화학적인 조성에 따라 자기 교환의 "다른" 메커니즘이 중요해지기도 한다. 이러한 메커니즘에는 직접 교환, RKKY 교환, 이중 교환, 초교환 같은 것들이 있는데, 강자성 혹은 반강자성 정렬에서는 여러 가지 요인에 따라 이런 메커니즘이 동시에 중요해지는 경우도 있다.

### 자기 이방성
교환 상호작용이 스핀을 정렬시키기는 하지만, 특정한 방향으로 정렬시키는 것은 아니다. 자기 이방성이 없다면 자석 내의 스핀은 열적 요동에 반응하며 임의로 방향을 바꿀 것이고 그 자석은 초상자성을 띄게 될 것이다. 자기 이방성에는 여러 종류가 있는데 가장 흔한 것은 자기 결정 이방성이다. 이것은 결정 격자에 대한 자화의 방향에 대한 에너지의 의존성이다. 다른 이방성의 주된 원인으로는 외부 변형력에 의해 유도되는 역자기변형이 있다. 단자구 자석은 또한 입자 형태의 정자기 효과 때문에 형태 이방성을 갖는다. 자석의 온도가 높아질수록, 이방성은 감소하려는 경향을 가지며 때로는 초상자성으로의 변환이 일어나는 방해 온도가 나타나기도 한다.

### 자기 구역
상기 내용에만 따르면 모든 강자기성 물체는 스핀이 정렬된 상태이므로, 항상 강한 자기장을 가지고 있을 것으로 생각될 수 있다. 하지만 철과 같은 일반적인 강자성 물질들은 "자화되지 않은" 상태로 자주 발견되는데 

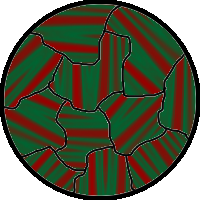
Weiss domains microstructure

그 이유는 하나의 큰 강자성체가 작은 여러 개의 자기구역으로 나뉘어 있기 때문이다. 각각의 구역 안에서 스핀들은 정렬되지만, 다른 자기 구역들이 모두 다른 방향을 가리키고 있기 때문에 그들의 자기장은 모두 상쇄된다. 따라서 그 물체는 거시적인 측면에서는 자기장을 갖지 못한다.
이 교환 상호작용이 주위의 스핀들이 정렬되는 것을 서로 유지시키기 때문에, 자기 구역은 강자기성 물체에서 자발적으로 생겨난다. 교환 상호작용은 근거리력이기 때문에 원자-원자 사이 거래 내에서 수백번의 회전이 일어날 수 있다. 낮은 정자기 에너지를 유지하기 위해서, 이런 회전은 자기 구역 사이에 집중되어 있어야 하는데, 이 영역을 자벽이라고 한다. 자화의 방향이 회전하는 형태는 자벽의 종류에 따라 다른데, 블로호 벽의 경우 자화 방향이 자벽의 평면과 같다고 보고 네엘 벽의 경우 벽에 수직한 방향으로 일어난 다고 본다. 따라서 철은 일반적으로 전체 자기 모멘트가 매우 적거나 없다. 하지만, 그것이 매우 강한 외부 자기장에 배치 되는 경우에는 자기 구역이 외부 자기장에 평행하게 재배치 된다. 그리고 그 자기장이 사라져도 재배치된 자기영역들은 지속된다.
자기 구역은 외부 자기장이 없어지더라도 원래의 최소 에너지 배열 상태(정렬되지 않아 알짜 자화가 0인 상태)로 돌아가지 않는 이유는 자벽이 결정 격자의 결점에 고정되어 평행한 방향을 유지하기 때문이다. 이는 바르크하우젠 효과(Barkhausen effect)에 의해 관찰되는데 바르크하우젠 효과란 외부 자기장의 변화에 따라 자기 구역이 방향을 바꿀 때, 자벽이 이전의 결점에서 급격히 빠져나오면서 자화가 수천 개의 작은 불연속적인 점프를 하며 바뀌는 것으로, 연속적으로 방향이 전환되는 것이 아니라 미세하면서도 "급격한" 변화가 여러 번 일어나서 방향이 전환되는 것을 이른다. 자화는 외부 자기장에 대한 함수로서 자기이력곡선으로 나타낼 수 있다. 정렬된 자기 구역의 상태가 가장 낮은 에너지 배열 상태는 아니지만, 이 상태는 매우 안정하며 이는 지자기에 의해 정렬된 수백만년 된 해저 자철석이 발견되었다는 점을 통해 확인할 수 있다.
가장 강력한 영구 자석을 만드는 합금은 경질 합금으로, 결정 구조에 결점(불순물)이 많아 자벽이 고정되어 안정화될 수 있다. 알짜 자화는 외부 자기장이 없는 상태에서 열을 가하고 냉각시킴으로써 없어질 수도 있다. 열 운동이 구역 경계를 움직일 수 있도록 하여 결점으로부터 빠져나올 수 있게 되고 다시 낮은 에너지 상태의 정렬되지 않은 상태로 되돌아가게 하는 것이다.

### 퀴리 온도
온도가 증가할수록 열 운동이나 엔트로피가 증가하게 되고, 이것은 자기 쌍극자가 정렬하려고 하는 강자성의 경향에 곧바로 반하는 것이 된다. 퀴리 온도라고 하는 특정한 온도를 넘어서게 되면, 2차 상전이가 일어나면서 계는 더 이상 자발적인 자화를 유지할 수 없다.(이 상태에서도 여전히 외부 자기장에 대한 상자기인 반응을 나타낸다). 퀴리 온도 아래에서는 자발 대칭 깨짐이 발생하며 외부 자기장이 없는 상황에서 무작위적으로 자기 구역들이 발생한다. 퀴리 온도는 자화율이 이론적으로 무한대가 되는 임계점으로, 알짜 자화는 0이지만 자기 구역과 비슷한 스핀의 상관 계수가 모든 길이 단위에 대하여 요동치는 온도이다.
간소화한 이징 모형을 통한 강자성 물질의 상전이에 대한 연구는 통계 물리학의 발전에 중요한 영향을 주었다. 이 연구는 평균장 이론으로는 임계점에서의 변화를 올바르게 예측할 수 없다는 것을 밝혀내었고, 재규격화 이론으로 대체되어야 함을 보여주었다.